# 氷鎖
『氷鎖』（ひょうさ）は、ルルティアの2枚目のミニアルバム。

## 解説
2008年4月30日に発売された。全作詞作曲はルルティア。編曲はルルティア・佐藤鷹。
前年2007年に発表した『Opus』に次ぐバラードミニアルバム第2弾作品。新曲2曲に加え、「Opus」「銀の炎」（アルバム『R°』収録）「星のたましい」（アルバム『Water Forest』収録）「玲々テノヒラ」の4曲をバラードバージョンとしてリアレンジして再録した他、新曲「氷鎖」「無憂歌」のミュージックボックスによるインストゥルメンタルバージョンをボーナストラックとして収録している。
『Opus』に引き続き、本作もジャケットデザインを、デザイナーとの共同制作で本人が手掛けている。

## 収録曲
1. 氷鎖
2. 無憂歌
3. Opus (ballad version)
4. 銀の炎 (ballad version)
5. 星のたましい (ballad version)
6. 玲々テノヒラ (ballad version)
Bonus Tracks
7. 氷鎖 (musicbox)
8. 無憂歌 (musicbox)